# Ácido retinoico
El ácido retinoico (AR), es un metabolito de la vitamina A que interviene en las funciones de la vitamina A necesaria para el crecimiento y desarrollo. El ácido retinoico se requiere en los animales vertebrados (Vertebrata), incluyendo todos los animales superiores como los perros y rara vez se presenta  en los humanos. Durante el desarrollo embrionario temprano, el ácido retinoico generado en una región pectoral específica del animal permite determinar la posición a lo largo de la vida. El papel fundamental del ácido retinoico en el desarrollo embrionario es la razón del posible efecto teratogénico (malformación del feto) de los fármacos retinoides, como la isotretinoína utilizado para el tratamiento del cáncer y el acné. Megadosis orales de preformados de vitamina A (palmitato), y el ácido retinoico en sí, también tienen un potencial teratogénico, por el mecanismo de señalización del embrión. 

## Síntesis
El ácido retinoico se obtiene de la vitamina A (o retinol), la cual es una sustancia sintetizada en los animales pero que tiene un origen vegetal ya que proviene del β-caroteno. Una vez el β-caroteno ha sido ingerido se adhiere en el lumen del intestino por la β-caroteno dioxigenasa y se inicia el proceso siguiente para la síntesis del ácido retinoico.
1. Se produce retinal.
2. El retinal es reducido a retinol por la retinaldehído reductasa, una enzima intestinal que requiere NADPH.
3. Gran parte del retinol libre es esterificado a retinil palmitato mediante la acción de unas enzimas llamadas lecitin-retinol aciltransferasa (LRAT) y acilCoA-retinol aciltranserasa (ARAT).
4. Una parte de este retinil palmitato se almacena, mientras que otra parte se esterifica mediante una esterasa para formar retinol.
5. El retinol debe ser oxidado hasta componer la forma activa del ácido retinoico. Este proceso de oxidación tiene un paso intermedio.

El retinol se asocia a una proteína citoplasmática específica de unión al retinol (CRBP) formando el complejo retinol-CRBP. Este complejo es el sustrato de una enzima llamada retinol deshidrogenasa que cataliza la reacción de conversión del retinil palmitato a retinaldehído. Finalmente el retinaldeído se oxida fácilmente a ácido retinoico mediante la acción de otra enzima llamada retinaldehído oxidasa. 
El transporte plasmático del ácido retinoico se logra unido a la albúmina.

## Mecanismo de acción
El AR actúa como mensajero intracelular combinándose con receptores nucleares y modificando la expresión de genes. Se conocen dos tipos de receptores a los que pueden unirse el AR: 
- Los RAR o receptores de ácido retinoico
- Los RXR o receptores X de retinoides

Ambos tipos de receptores tienen tres subtipos: α, β y γ que son codificados por genes distintos y que a su vez presentan isoformas. 

## Funciones
El AR es necesario para impedir la síntesis de queratina de alta masa molecular. Se ha demostrado que los animales con deficiencia de vitamina A son más susceptibles a padecer cáncer debido al potencial antioxidante del β-caroteno y a los efectos que ejercen el retinol y el ácido retinoico en la regulación celular. 
Interviene en la producción de mucus en las células epiteliales. 
El AR también participa en los mecanismos que controlan la reacción inflamatoria, ya que ha sido relacionado con la generación y la expresión de óxido nítrico, prostaglandinas, interleucina y citocinas. Estas sustancias actúan en la generación o el mantenimiento del dolor debido a la inflamación. También son sustancias diana para muchos analgésicos. 
Actúa como agente protector del daño oxidativo en las mitocondrias.

## Estudios
En estudios in vitro sobre células tumorales de hipófisis de rata que producen la hormona del crecimiento GH, se ha podido comprobar que el AR incrementa la producción de esta hormona. El mecanismo de acción del AR en este caso consiste en influir sobre el extremo terminal 5’ del gen que codifica la hormona GH. 
El receptor de AC tiene una afinidad concreta con el sitio de unión de la triiodotironina (T3), una de las hormonas tiroideas. El funcionamiento de ambos depende de las concentraciones relativas de ácido retinoico y triiodotironina con sus respectivos receptores. 
La deficiencia de AR puede dar lugar a una anemia provocada por una mala movilización del hierro, ya que se trata de una molécula necesaria para la síntesis de la transferrina, la proteína transportadora de hierro. 
Actualmente se están haciendo estudios para la posible utilización del ácido retinoico en la prevención y el tratamiento de algunos tipos de cáncer. Por ejemplo en el caso del neuroblastoma, un cáncer infantil que se origina en el tejido nervioso, es importante debido a la implicación del AR en el desarrollo embrionario y la generación de órganos y sistemas (entre ellos el sistema nervioso). También se ha pensado en utilizar el AR en la terapia de algunos cánceres ya que está relacionado con los procesos de crecimiento, diferenciación y supervivencia celular. Volviendo a relacionar este aspecto con el neuroblastoma, se ha descubierto que el AR produce una parada de la proliferación celular en la fase G1 del ciclo celular. Esta parada está relacionada con el incremento de la cantidad de una proteína llamada p27 i la inhibición de las proteínas kinasas y ciclinas.

## Aplicaciones clínicas
La tretinoína y la isotretinoína (ácido 13-cis-retinoico) son dos isómeros del ácido retinoico que se aplican por vía tópica para tratamientos de acné y de envejecimiento de la piel a causa del sol. Estas sustancias aceleran la renovación celular y aumentan el grosor de la epidermis de la piel. Otro efecto es la recuperación de la homogeneidad de las células. Se trata de un tratamiento cuyos resultados se aprecian en unas semanas, pero que debe seguirse para no volver al estado inicial. 
Además se utiliza en el tratamiento de la psoriasis y otras enfermedades de la piel. Pero también hay que tener en cuenta que un abuso de AR puede afectar negativamente al organismo provocando: pérdida de peso y apetito, irritabilidad, disfunciones renales, dolores de huesos y dolores en las articulaciones. En pacientes embarazadas el uso indebido del mismo puede inducir malformaciones congénitas en el desarrollo del embrión.
El AR se utiliza últimamente como tratamiento de leucemias. Por ejemplo la leucemia mieloide aguda se origina por un bloqueo en la diferenciación de pro-mielocitos, un tipo de células precursoras de mielocitos y de granulocitos neutrófilos maduros. Estos pro-mielocitos se acumulan en la medula ósea. Este bloqueo se debe al hecho de que se produce una translocación de cromosomas que consiste en que el gen que codifica el receptor del ácido retinoico, RARα del cromosoma 17 se fusiona con el gen que codifica el factor de transcripción PML del cromosoma 15. Se ha comprobado que mediante la aplicación de altas dosis de ácido retinoico es posible anular este bloqueo descrito y en más de un 90% de los pacientes tratados hasta ahora se ha experimentado una mejora a largo plazo.
También se ha estudiado el uso del ácido retinoico en la terapia de síndromes mielodisplásicos, y más recientemente el transretinoico se está evaluando como posible tratamiento para la fibrosis pulmonar.

## Otras lecturas
- DEVLIN, T. Bioquímica, libro de texto con aplicaciones clínicas. Editorial Reverté. 4ª edición. Barcelona. 2006.
- DIANA, Z. Cosmecéuticos. Editorial Elsevier. Madrid. 2006.
- MARTINI, M., CHIVOT, M., PEVREFITTE, G. Cosmetología. Editorial Masson. Barcelona. 1995.
- MÜLLER-ESTERL, W. Bioquímica, Fundamentos para Medicina y Ciencias de la Vida. Editorial Reverté. Barcelona. 2008.

- Datos: Q425517